# غضب جوي
الغضب أو النزقان أو التوتر الجوي هو سلوك عدواني أو عنيف من جانب الركاب وطاقم الطائرة، خاصة أثناء الطيران. يغطي الغضب الجوي عمومًا سلوك أحد الركاب أو أفراد الطاقم الذي يُحتمل أن يكون ناتجًا عن ضغوط فسيولوجية أو نفسية مرتبطة بالسفر الجوي، وعندما يصبح أحد الركاب أو أفراد الطاقم جامحًا أو غاضبًا أو عنيفًا على متن طائرة أثناء الرحلة. غالبًا ما يكون الاستهلاك المفرط للكحول سببًا.
لا يمكن عادة الهبوط لإنزال الراكب المشاغب بسرعة ويسبب تأخيرات كبيرة للركاب. وعلى عكس السفن الكبيرة، لا توجد مساحة كافية على متن الطائرات لاحتجاز الجاني في منطقة معزولة حتى الوصول. لذلك، تحدث عمليات التحويل أو التوقف غير المجدول للطائرة بسبب الغضب الجوي.
تتضمن أمثلة سلوك الغضب الجوي عدم اتباع لوائح السلامة أو التصرف بطريقة تثير الشك في وجود تهديد لسلامة الطيران.
عادة ما يتم التعبير عن الغضب غير المتحكم فيه من قبل مسافر في الخطوط الجوية في سلوك عدواني أو عنيف في مقصورة الركاب، ولكن الغضب الجوي يمكن أن يكون له آثار خطيرة، خاصة إذا قرر الجاني التدخل في ملاحة الطائرة أو ضوابط الطيران. بشكل عام، لا يتعرض هؤلاء الركاب لخطر ارتكاب أعمال إرهابية، ولكن منذ هجمات 11 سبتمبر، تم التعامل مع مثل هذه الحوادث بجدية أكبر بسبب زيادة الوعي بالإرهاب.

## تاريخ
تم تسجيل أول حالة غضب جوي في عام 1947 على متن رحلة جوية من هافانا إلى ميامي، عندما قام رجل مخمور بالاعتداء على راكب آخر ومضيفة طيران. حالة أخرى موثقة تم تسجيلها في وقت مبكر تتعلق برحلة في ألاسكا في عام 1950.
في ذلك الوقت، كانت الولاية القضائية المنطبقة غير واضحة، لذلك غالبًا ما أفلت الجناة من العقاب. لم يتم الاتفاق على الأسبقية حتى اتفاقية طوكيو لعام 1963.
ازدادت أحداث الغضب الجوي منذ أن بدأ الاتحاد الدولي للنقل الجوي (IATA) في جمع البيانات عن سلوك الركاب المضطرب في عام 2007. لم يتم تحديد تفسير محدد لهذا الاتجاه؛ التفسيرات المحتملة تشمل القلق المتزايد على سلامة المرء والتهيج مع الأمن الغازي.
منذ بداية جائحة فيروس كورونا، لوحظت زيادة طفيفة في الغضب الجوي من قبل وسائل الإعلام وإدارة الطيران الفيدرالية الأمريكية. تتضمن معظم الحوادث الاستخدام الإلزامي لأقنعة الوجه أو التغطية بموجب القانون الفيدرالي، مما يؤدي إلى هجمات على الركاب الآخرين أو موظفي شركة الطيران.

## الأسباب
يمكن أن تؤدي المواقف العصيبة، مثل اضطراب الرحلات الجوية الطويلة أو تأخر الرحلات الجوية أو غير ذلك من الركاب أو أفراد الطاقم الصعبين أو المزعجين في الجوار، إلى زيادة احتمالية أن يصبحوا مضطربين وتخلق غضبًا جويًا. يمكن للمسافرين الذين يخشون الطيران الذعر بسهولة.
تشير بعض الأبحاث إلى أن عدم المساواة المرئية بين درجات المقاعد في الرحلات (الدرجة الأولى، ودرجة رجال الأعمال، والدرجة الاقتصادية) قد تكون مسؤولة عن زيادة حوادث الغضب الجوي.
يقترح بعض الخبراء أيضًا أن السبب الرئيسي للغضب الجوي هو تدهور وسائل الراحة من الدرجة الاقتصادية ومساحة الجلوس على مدار العقود الأخيرة.
يمكن أن ينتج الغضب الجوي عن مجموعة من العوامل. على سبيل المثال، الشخص الذي يخاف بالفعل من الطيران يمكن أن يميل إلى الغضب بسبب الإفراط في تناول الكحول، أو الأدوية، أو المواقف العصيبة، أو الانسحاب من النيكوتين، أو السلوك المضطرب من الآخرين.
يتيح توافر المشروبات الكحولية على متن شركات الطيران وفي المطارات للركاب وأفراد الطاقم الإفراط في الشرب قبل وأثناء الرحلات الجوية. يتمتع مضيفو الرحلة بالقدرة على تتبع عدد المشروبات التي يتم تقديمها للركاب أثناء وجودهم على متن الطائرة، ويطلب من العديد من البلدان رفض المزيد من المشروبات للمسافرين الذين يبدو عليهم في حالة سكر، ولكن ليس لديهم طريقة لمعرفة عدد المشروبات التي يتم تناولها قبل الصعود. وجد تحليل لتقارير وسائل الإعلام عبر الإنترنت المتعلقة بحوادث الغضب الجوي التي حدثت بين عامي 2000 و 2020 أن الولايات المتحدة والمملكة المتحدة كانتا أكثر دولتين عددا بالنسبة للحالات الـ228 التي تم العثور عليها، مع 127 حالة تتعلق باستهلاك الكحول. وفقًا لإحدى الدراسات التي أجرتها كلية إدارة الفنادق والسياحة في جامعة هونغ كونغ للفنون التطبيقية (HKPU)، فإن نصف حوادث الغضب الجوي على شركات الطيران الغربية تنطوي على الكحول.
أخبر ماركوس شوكيرت، مؤلف مشارك في الدراسة، SCMP أنه على الخطوط الجوية الآسيوية، حيث تكون حوادث الغضب الجوي نادرة، تنشأ حوادث الغضب الجوي التي تحدث من قلة الخبرة ونقص المعرفة حول القيود التي تنطوي عليها. في الصين، حيث وصف شوكيرت بعض حوادث الغضب الجوي بأنها «أسطورية» بسبب الصور أو مقاطع الفيديو المنشورة على وسائل التواصل الاجتماعي، من المعروف أن بعض الركاب يقومون بأشياء مثل فتح أبواب الكابينة أثناء سير الطائرة على ممرات المطار بغرض التهوية، أو رميهم لعملات معدنية في المحركات لجلب حسن الحظ
في بعض الأحيان، يكون الركاب مزعجين من خلال عدم الامتثال للقوانين والقواعد التي يجب مراعاتها أو المجادلة مع المضيفات.
من الممكن أيضًا في بعض الحالات، نظرًا لحقيقة أن أفراد الطاقم لديهم السلطة التقديرية وحدها لتحديد ما إذا كان الراكب مزعجًا، قد تكون بعض الحوادث ناتجة عن سلوك غير متسامح أو تصادمي من جانب أفراد الطاقم أو يتفاقم. على سبيل المثال، في عام 2020، اتصل طاقم الطائرة في إحدى رحلات الخطوط الجوية الأمريكية بالشرطة مبلغين عن أحد الركاب «المضطربين» الذي اشتكى من أن بعض موظفي شركة الطيران لم يرتدوا أقنعة COVID.

## سمات
يغطي الغضب الجوي عمومًا سلوك الركاب أو موظف شركة الطيران على متن الطائرة أو بشكل عام التحدث في المطار:
- السلوك العنيف أو العدواني أو التخريبي.[28][29][30][31][11]
- تهديد سلامة الرحلة أو أفراد الطاقم أو الركاب.[7][32][9][33][34]
- التصرف بطريقة تثير الشك في وجود تهديد لسلامة الطيران.[3][8][9]
- عدم اتباع لوائح السلامة.[3][8][9]
- الادعاء بوجود قنبلة على متن الطائرة أو القول بأنهم إرهابيون ذوو نية خبيثة.

تشمل السلوكيات الأخرى ذات الصلة التي قد تتعارض مع راحة طاقم الطائرة أو الركاب التدخين على متن الطائرة، ومشاهدة مواد إباحية، وأداء أعمال جنسية (نادي «الميل العالي») في مقصورة الطائرة، وترفات وإيحاءات جنسية غير مبررة تجاه أشخاص آخرين، وممارسة الجنس في دورة المياه، وتحسس أفراد الطاقم ولمسهم بشكل غير لائق، وقيام المخمورين بفعل تصرفات صاخبة أو البصقوالشتائم، وارتداء ملابس غير مناسبة أو مسيئة.

## التعامل مع غضب الهواء
يتم تقييد الركاب أو أفراد الطاقم الجامحين للغاية الذين يجب تقييدهم باستخدام مجموعة متنوعة من الأساليب. تحمل بعض شركات الطيران أصفاد مرنة لهذا الغرض. يستخدم البعض الآخر أحزمة الأمان أو الشريط اللاصق أو أربطة العنق أو أربطة الأحذية أو كل ما هو متاح على متن الطائرة. في حين أن الولايات المتحدة لا تسمح للركاب بأن يقيد فعليًا على المقعد أو أي جزء آخر من الطائرة،[بحاجة لمصدر] ويسمح فقط بتقييد أجزاء الجسم الفردية، بينما تسمح البلدان الأخرى، مثل أيسلندا، بربط الراكب المشاغب بالمقعد.
في بعض الأحيان يجب تحويل مسار الرحلة للسماح للطائرة باستبعاد الجاني في أسرع وقت ممكن. 

## الآثار
في الولايات المتحدة، يمكن للركاب الذين يخلون بواجبات أحد أفراد طاقم الطائرة أن يواجهوا غرامات تصل إلى 25000 دولار وأحيانًا أحكام بالسجن لفترات طويلة. بالإضافة إلى ذلك، يمكن لشركة الطيران اختيار حظر المسافر الذي يعاني من مشاكل في أي رحلات جوية مستقبلية.
في أستراليا، تحتفظ هيئة سلامة الطيران المدني بالحق في استخدام مسدسات الصعق لإخضاع الركاب المشاغبين.
في كندا، يتم تعيين قائد الطائرة (كابتن) كضابط سلام بموجب القانون الجنائي، وبالتالي، فإن له نفس سلطات الاعتقال التي يتمتع بها ضابط الشرطة. الطيار في القيادة مخول بتنفيذ جميع أقسام القانون الجنائي وجميع قوانين البرلمان أثناء طيران الطائرة.
مع زيادة عدد الأعمال غير القانونية التي ارتكبت على الطائرات في كوريا الجنوبية إلى أكثر من ثلاثة أضعاف من عام 2011 إلى عام 2016، أصدرت الخطوط الجوية الكورية إرشادات تسمح لأفراد الطاقم باستخدام مسدسات الصعق على الركاب العنيفين وحظر سفر للذين لديهم تاريخ من السلوك الجامح.